# Асака (певица)
Асака (яп. 亜咲花, род. 7 октября 1999 года, Нагоя) — японская певица. Имеет контракт с 5pb. Records.

## Биография
Когда Асаке было три года, её семья переехала в Мичиган, где она провела пять лет. Пребывая в США, она испытала влияние аниме-сериалов Crayon Shin-chan и «Дораэмон», что пробудило в ней интерес к японской анимации. После возвращения в Японию она сначала хотела переехать в Токио, однако вместо этого вернулась в Нагою. В Японии она смотрела аниме «Инадзума Одиннадцать» и «Меланхолия Харухи Судзумии» и была вдохновлена персонажами «Меланхолии», которые поют и играют на гитаре, в результате чего она стала изучать «песни персонажей» (character songs). Асака подумывала о карьере переводчика из-за её знания английского языка, но после просмотра Macross Frontier и прослушивания певицы May'n, которая исполнила песни героини Шерил Ноум, она решила, что хочет стать певицей в аниме-индустрии. При поддержке отца и после прослушивания Кономи Судзуки она решила заняться музыкальной карьерой.
Асака начала участвовать в песенных конкурсах, один из которых, в Тюбу, она выиграла в 2014 году. В следующем году она участвовала в конкурсе аниме-музыки, спонсируемом NHK, как представитель региона Тюбу. Выпущенный 26 октября 2016 года сингл Open your eyes, заглавный трек которого использовался как закрывающая композиция аниме Occultic;Nine, ознаменовал музыкальный дебют Асаки. Её второй сингл «Edelweiss» вышел 26 июля 2017 года и послужил финальной темой аниме Centaur no Nayami. 24 января 2018 года был издан её четвёртый сингл «SHINY DAYS», который стал открывающей композицией аниме Laid-Back Camp. Пятый сингл Асаки под названием «Eternal Star» вышел 15 августа 2018 года и использовался как финальная тема аниме Island. Её следующий сингл, «Kono Yo no Hate de Koi o Utau Shojo» (яп. この世の果てで恋を唄う少女 коно ё но хатэ дэ кои о утау сё:дзё), послуживший начальной темой аниме YU-NO: A Girl Who Chants Love at the Bound of this World, был выпущен 24 апреля 2019 года.
Весной 2020 года у Асаки был месячный перерыв в музыке, чтобы оправиться от операции на голосовых связках. 14 октября того же года она выпустила сингл «I believe what you said», заглавная песня которого стала открывающей композицией аниме Higurashi: When They Cry — GOU. 27 января 2021 года вышел сингл «Seize The Day», заглавная песня которого использовалась как начальная тема второго сезона аниме-сериала Laid-Back Camp. Песня Асаки «Believe Myself» станет опенингом запланированного аниме-сериала Shikizakura.

## Дискография

### Синглы
| Дата выхода     | Название                                                           | Высшая позиция в чарте Oricon |
| --------------- | ------------------------------------------------------------------ | ----------------------------- |
| 26 октября 2016 | «Open your eyes»                                                   | 89                            |
| 26 июля 2017    | «Edelweiss»                                                        | 74                            |
| 8 ноября 2017   | «Play the game»                                                    | 47                            |
| 24 января 2018  | «SHINY DAYS»                                                       | 32                            |
| 15 августа 2018 | «Eternal Star»                                                     | 46                            |
| 24 апреля 2019  | «Kono Yo no Hate de Koi o Utau Shojo» (この世の果てで恋を唄う少女) | 48                            |
| 29 января 2020  | «The Sunshower»                                                    | 32                            |
| 14 октября 2020 | «I believe what you said»                                          | 23                            |
| 27 января 2021  | «Seize The Day»                                                    | 19                            |

### Мини-альбомы
| Дата выхода   | Название | Высшая позиция в чарте Oricon |
| ------------- | -------- | ----------------------------- |
| 9 января 2019 | 19BOX    | 49                            |

### Альбомы
| Дата выхода | Название    | Высшая позиция в чарте Oricon |
| ----------- | ----------- | ----------------------------- |
| 7 июля 2019 | HEART TOUCH | —                             |